# Kucerivka, Hluhiv
Kucerivka (în ucraineană Кучерівка) este localitatea de reședință a comunei Kucerivka din raionul Hluhiv, regiunea Sumî, Ucraina.

## Demografie
Componența lingvistică a localității Kucerivka
     Ucraineană (97,04%)
     Rusă (2,96%)
Conform recensământului din 2001, majoritatea populației localității Kucerivka era vorbitoare de ucraineană (97,04%), existând în minoritate și vorbitori de rusă (2,96%).